# ポポロクロイス (アニメ)
『ポポロクロイス』は、ゲーム『ポポロクロイス物語』のアニメ第2作。テレビ東京系列で2003年10月5日から2004年3月28日に放送された。

## 概要
このアニメは、『ポポロクロイス物語』シリーズのうちPlayStation 2用ゲーム2作品（『はじまりの冒険』、『月の掟の冒険』）のシナリオがベースとなっている。特に後半の「月の掟の冒険」をベースとしたシナリオは、同作品の発売直前に放送されている（同作品の当初の発売予定日は2004年1月29日であったが、同年3月18日に発売延期となったため）。ゲームとの相違点としては、アニメオリジナルのキャラクターが存在することと、「月の掟の冒険」の流れでポポロクロイス地方で人間以外が石化しないという設定が無視されていることである。

## あらすじ
あらすじについては、PlayStation 2用ゲーム『はじまりの冒険』及び『月の掟の冒険』の項を参照

## キャスト

### メインキャラクター
- ピノン - 南央美
- パプー - 大谷育江
- ルナ - 半場友恵
- マルコ - 高木渉

### アニメオリジナルキャラクター
- ウララ - 伊藤美紀
- ペペ - 松元惠
- ロリス - 宮田幸季
- ボム - 山口眞弓
- コゴト王子 - 宮田幸季
- プンプン王女 - 宍戸留美
- チンさん - 宮澤正
- チンさんJr - 岩崎ひろし

### はじまりの冒険編
- ピエトロ王 - 大塚明夫
- ナルシア王妃 - 川村万梨阿
- サボー先生 - 岩崎ひろし
- モーム大臣 - 金子由之
- ドン - 高木渉
- ゴン - 大西健晴
- レオナ - 根谷美智子
- ガミガミ魔王 - 大塚明夫
- 風の精霊 - 川村万梨阿
- 炎の精霊 - 鈴木琢磨
- 水の精霊 - 前田ゆきえ
- ヴァルダロス - 大西健晴
- ヤズム - 中田和宏

### 月の掟の冒険編
- モンバ - ゆきじ
- エレナ - 皆口裕子
- ギルダ - 真山亜子
- ドノバン - 宮澤正
- ガストン - 岩崎ひろし
- グーリー - 長嶝高士
- エドガー - 鈴木琢磨
- ビリー - 水島大宙
- トード - 松山鷹志
- カーティス - 松山鷹志
- アイナ - よのひかり
- ベル - 西宏子
- ダイク - 大西健晴
- デルボイ - 後藤哲夫
- パーニャ - 金田朋子
- ガウデ - 楠大典
- ガウデ（子供）- 白石涼子
- サンディア - 松山鷹志
- パティルーサ - 前田ゆきえ
- セレーネ - 篠原恵美
- ゼフィス - 唐沢潤

## スタッフ
- 原作 - 田森庸介
- 監督 - 越智一裕
- シリーズ構成 - 吉田玲子
- キャラクターデザイン - 福島敦子
- 美術監督 - 針生勝文
- 色彩設計 - 秋山久美（第1話 - 第8話）→伊藤貴子（第9話 - ）
- 撮影監督 - 白尾仁志
- 編集 - 佐野由里子
- 音響監督 - 三好慶一郎
- 音楽監督 - 合田豊
- 音楽 - 亀山耕一郎
- 文芸担当 - 小野田博之
- 制作担当 - 斎藤直之
- プロデューサー - 山川典夫、渡辺哲也、宮本秀晃
- アニメーション制作 - 東京ムービー
- 製作 - テレビ東京、電通、トムス・エンタテインメント

## 主題歌

### オープニングテーマ
「トロイメライ」（はじまりの冒険編）
作詞・作曲・歌 - ルルティア / 編曲 - ルルティア、佐藤鷹
「ともだちの歌」（月の掟の冒険編）
作詞 - ソン・ルイ&中村蕗子 / 作曲 - ソン・ルイ / 歌 - CORE OF SOUL

### エンディングテーマ
「月千一夜」（はじまりの冒険編）
作詞・作曲・歌 - ルルティア / 編曲 - ルルティア、佐藤鷹
「桜見丘」（月の掟の冒険編）
作詞 - 野見山睦未、鈴木祥子 / 作曲 - Local Bus / 編曲 - Local Bus、石川鉄男
- ゲーム版（月の掟の冒険）でもエンディングテーマとして収録されている

## 各話リスト
| 話数             | サブタイトル       | 脚本             | 絵コンテ            | 演出             | 作画監督         | 放送日           |
| はじまりの冒険編 | はじまりの冒険編   | はじまりの冒険編 | はじまりの冒険編    | はじまりの冒険編 | はじまりの冒険編 | はじまりの冒険編 |
| ---------------- | ------------------ | ---------------- | ------------------- | ---------------- | ---------------- | ---------------- |
| 1                | 竜の祠の冒険       | 吉田玲子         | 越智一裕            | 大庭秀昭         | 清水義治         | 2003年 10月5日   |
| 2                | ルナと黄金の鍵     | 吉田玲子         | 大原実              | 大原実           | 前田実           | 10月12日         |
| 3                | 風の聖域の冒険     | 吉田玲子         | 青木雄三            | みくりや恭輔     | 桜井木ノ実       | 10月19日         |
| 4                | タキネン渓谷の冒険 | 横谷昌宏         | よこた和            | よこた和         | 薄谷栄之         | 10月26日         |
| 5                | 炎の聖域の冒険     | 岡田麿里         | 本多康之            | 山崎友正         | 大河内忍         | 11月2日          |
| 6                | ガミガミ魔王の城   | 吉田玲子         | 戸隠伊助            | 越智一裕         | 守岡英行         | 11月9日          |
| 7                | マルコの冒険       | 高橋ナツコ       | 大原実              | 前園文夫         | 相馬満           | 11月16日         |
| 8                | モンスターの武闘会 | 横谷昌宏         | 青木雄三            | みくりや恭輔     | 桜井木ノ実       | 11月23日         |
| 9                | 水の聖域の冒険     | 岡田麿里         | よこた和            | よこた和         | 薄谷栄之         | 11月30日         |
| 10               | 再び竜の祠の冒険   | 高橋ナツコ       | 本多康之            | 山崎友正         | 大河内忍         | 12月7日          |
| 11               | 闇の聖域の冒険     | 横谷昌宏         | 大庭秀昭            | 大庭秀昭         | 平山智           | 12月14日         |
| 12               | 最後の戦い         | 吉田玲子         | 大原実              | 大原実           | 前田実           | 12月21日         |
| 13               | 思い出の中の冒険   | 吉田玲子         | 越智一裕            | 越智一裕         | 守岡英行         | 12月28日         |
| 月の掟の冒険編   |                    |                  |                     |                  |                  |                  |
| 14               | 黄金の鍵の冒険     | 横谷昌宏         | よこた和            | よこた和         | 薄谷栄之         | 2004年 1月4日    |
| 15               | ダガート号の冒険   | 高橋ナツコ       | 青木雄三            | 岡田宇啓         | 和光はじめ       | 1月11日          |
| 16               | 海の肝試し         | 吉田玲子         | 奥田誠治            | 山崎友正         | 大河内忍         | 1月18日          |
| 17               | マリーナ城の冒険   | 岡田麿里         | 本多康之            | 奥村吉昭         | 平塚知哉         | 1月25日          |
| 18               | 月の雫の冒険       | 横谷昌宏         | 大原実              | 辻大輔           | 前田実           | 2月1日           |
| 19               | 海王丸の冒険       | 高橋ナツコ       | 青木雄三            | 高木茂樹         | 薄谷栄之         | 2月8日           |
| 20               | クロコネシアの冒険 | 岡田麿里         | 河合夢男            | 大関雅幸         | 武内啓           | 2月15日          |
| 21               | 試練の洞窟の冒険   | 吉田玲子         | 本多康之            | 山崎友正         | 大河内忍         | 2月22日          |
| 22               | レムナスの冒険     | 横谷昌宏         | のがみかずお        | のがみかずお     | をがわいちろを   | 2月29日          |
| 23               | 化石島の冒険       | 吉田玲子         | 青木雄三            | 篠崎康行         | 平塚知哉         | 3月7日           |
| 24               | さよならの冒険     | 岡田麿里         | 大庭秀昭 相原さつき | 高木茂樹         | 薄谷栄之         | 3月14日          |
| 25               | 闇の妖精王         | 高橋ナツコ       | 本多康之            | 山崎友正         | 大河内忍         | 3月21日          |
| 26               | 月の掟             | 吉田玲子         | 本多康之            | 矢野篤           | 守岡英行         | 3月28日          |

## コミカライズ
集英社のりぼんオリジナルで、2003年4月号から12月号まで井上多美子によるコミカライズ作品『ポポロクロイス ピノンの大冒険』が連載された。